# Cơn sốt truyền thông

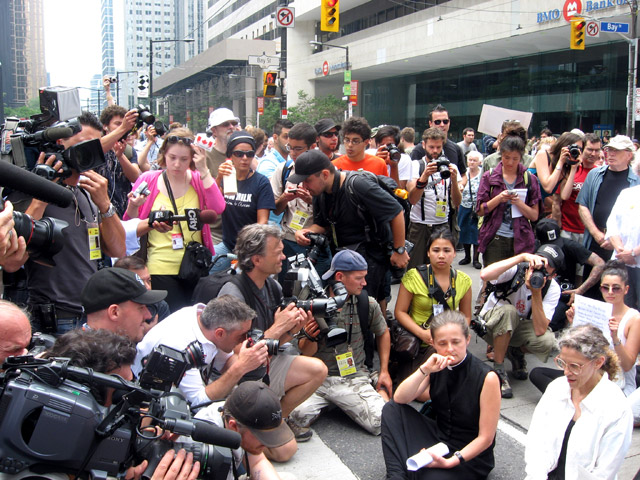
Đông đảo phóng viên đưa tin tại hiện trường với tần suất dày đặc tạo ra cơ sốt truyền thông

Cơn sốt truyền thông (Media feeding frenzy) là sự đưa tin rầm rộ của giới truyền thông về một câu chuyện được công chúng rất quan tâm, mong chờ, ngóng tin. Vụ bê bối Clinton–Lewinsky năm 1998 tại Hoa Kỳ là một ví dụ điển hình về điều này. Hình tượng ẩn dụ cơn sốt truyền thông, lấy cảm hứng từ cơn cuồng ăn háu đói của những bầy đàn các loài vật và đã được phổ biến rộng rãi đến công chúng thông qua cuốn sách có nhan đề "Cơn cuồng ăn: Báo chí tấn công và chính trị Hoa Kỳ" của Larry Sabato. Sacco tuyên bố rằng các phương tiện truyền thông cố gắng sắp xếp báo cáo của họ càng nhiều càng tốt xung quanh các chủ đề để giúp họ trừ hao qua nhiều báo cáo công việc cần thiết để đào tạo một nhà báo đến mức họ có thể thảo luận về một chủ đề một cách thông minh và những chủ đề này trở thành "cơn cuồng ăn" và tâm lý thu hút sự đào mộ thông tin của công chúng. Một thuật ngữ châm biếm khác về cơn sốt truyền thông là "gánh xiếc truyền thông" (Media circus) là một ngôn ngữ thông tục mang tính ẩn dụ, hoặc thành ngữ cửa miệng, mô tả một sự kiện tin tức mà mức độ đưa tin của phương tiện truyền thông—được đo bằng các yếu tố như số lượng phóng viên tại hiện trường và lượng tài liệu được phát sóng hoặc xuất bản được coi là quá mức hoặc không tương xứng với sự kiện được đưa tin. Mức độ đưa tin giật gân có thể làm tăng thêm nhận thức rằng sự kiện là chủ đề của một cơ sốt truyền thông. Thuật ngữ này có nghĩa là phê phán mức độ đưa tin về sự kiện bằng cách so sánh nó với cảnh tượng và sự phô trương của một rạp xiếc. Việc sử dụng thuật ngữ theo nghĩa này trở nên phổ biến vào những năm 1970.

## Đại cương
Các dẫn chứng khác về cơn sốt truyền thông bao gồm việc đưa tin trên phương tiện truyền thông về "làn sóng tội phạm" thường thúc đẩy những thay đổi trong luật hình sự để giải quyết các vấn đề không xuất hiện trong Khảo sát nạn nhân tội phạm quốc gia (NCVS), chỉ số đáng tin cậy nhất về tội phạm thực tế tại Hoa Kỳ, không giống như Báo cáo tội phạm thống nhất (UCR), NCVS không bị ảnh hưởng bởi những thay đổi trong ý nguyện của mọi người trong việc báo cáo tội phạm cho cơ quan thực thi pháp luật và ý nguyện của cơ quan thực thi pháp luật trong việc chuyển UCR cho Cục Điều tra Liên bang (FBI) để đưa vào bản tóm tắt quốc gia. Một tổ chức truyền thông thương mại có thể mất miếng bánh từ doanh thu quảng cáo nếu họ là nhân vật chính trong một cơn sốt truyền thông ảnh hưởng đến hoạt động kinh doanh của nhà quảng cáo. Các nhà quảng cáo không muốn nuôi những cái miệng chỉ trích nhắm họ và được biết là sẽ điều chỉnh nơi họ chi tiêu ngân sách quảng cáo của mình cho phù hợp. Các phương tiện truyền thông thương mại chỉ truyền bá thông tin tiêu cực về các nhà quảng cáo trong phạm vi cần thiết để giữ chân khách hàng. 
Mặc dù ý tưởng đã cũ, thuật ngữ rạp xiếc truyền thông bắt đầu xuất hiện vào khoảng giữa những năm 1970. Một ví dụ ban đầu là từ cuốn sách năm 1976 của tác giả Lynn Haney, trong đó bà viết về một mối tình lãng mạn mà vận động viên quần vợt người Mỹ quần vợt Chris Evert lúc đó tham gia: "Rốt cuộc, mối quan hệ của họ là một 'rạp xiếc truyền thông. Vài năm sau thì tờ Bưu điện Hoa Thịnh Đốn (The Washington Post) cũng có một ví dụ tương tự về chuyện tình cảm trong đó có bài viết, "Bản thân Công chúa Grace vẫn còn bị ám ảnh bởi ký ức về đám cưới gánh xiếc truyền thông của bà với Hoàng tử Rainier vào năm 1956". Rạp xiếc truyền thông tạo nên cốt truyện trung tâm trong bộ phim năm 1951 có tựa đề Ace in the Hole kể về một phóng viên ích kỷ, người đã đưa tin về một thảm họa mỏ, để một người đàn ông chết dưới lòng đất. Bộ phim xem xét một cách đầy hoài nghi mối quan hệ giữa phương tiện truyền thông và tin tức mà họ đưa tin. Bộ phim sau đó được phát hành lại với tên gọi The Big Carnival, với "carnival" ám chỉ đến thứ mà chúng ta hiện gọi là "rạp xiếc". Trong phim ảnh thì đề tài phim thảm họa thu hút những người cắm trại. Bộ phim dựa trên câu chuyện Floyd Collins ngoài đời thực, người đã bị mắc kẹt trong một hang động ở Kentucky vào năm 1925, thu hút sự chú ý của giới truyền thông đến mức sự kiện này trở thành sự kiện truyền thông lớn thứ ba giữa hai Thế chiến (hai sự kiện còn lại là chuyến bay của Charles Lindbergh và Vụ bắt cóc Lindbergh).